# Rania Laouini
Rania Laouini, née le 3 juin 1996, est une joueuse tunisienne de basket-ball évoluant au poste de pivot.

## Carrière
Rania Laouini fait partie des douze joueuses tunisiennes sélectionnées pour participer au championnat d'Afrique 2019 se déroulant à Dakar.
Elle dispute ensuite le championnat d'Afrique 2021 se déroulant à Yaoundé, terminant à la onzième place.
Elle évolue en club au Club sportif de la police de la circulation.